# نیروگاه برق آبی تاش-کومیر
نیروگاه برق آبی تاش-کومیر (به لاتین: Tash-Kumyr Hydroelectric Power Station) یک سد و نیروگاه برقابی در قرقیزستان است که در شهرستان آق‌سی واقع شده‌است.